# Escut d'Isil i Alós
L'escut oficial d'Isil i Alós té el següent blasonament:
Escut caironat: d'argent, un agnus Dei ajagut i reguardant de porpra, nimbat d'or, portant una banderola de gules amb una creu plena d'argent, i amb l'asta creuada d'or.

## Història
Va ser aprovat el 10 de gener del 2005 i publicat al DOGC el 28 del mateix mes.
L'agnus Dei o anyell pasqual és el senyal tradicional d'Isil i és l'atribut de sant Joan Baptista, patró del poble. Isil fou un antic municipi avui integrat dins d'Alt Àneu. Precisament l'anyell d'Isil apareix representat al segon quarter de l'escut d'Alt Àneu.
Com és preceptiu en tots els escuts de les entitats municipals descentralitzades, aquest tampoc porta corona.